# Rue du Collège-de-Foix
Pour les articles homonymes, voir Rue du Collège.
La rue du Collège-de-Foix (en occitan : carrièra del Collègi de Foish) est une voie de Toulouse, chef-lieu de la région Occitanie, dans le Midi de la France.

## Situation et accès

### Description
La rue du Collège-de-Foix est une voie publique. Elle se trouve dans le quartier Arnaud-Bernard, dans le secteur 1 - Centre. Elle naît perpendiculairement à la rue Antoine-Deville. Longue de 148 mètres, orientée à au nord-est, elle rencontre d'abord la rue des Lois, puis se termine au carrefour de la rue des Pénitents-Gris.
La chaussée compte une seule voie de circulation automobile en sens unique, de la rue Antoine-Deville vers la rue des Pénitents-Gris. Elle appartient à une zone de rencontre, où la circulation est limitée à 20 km/h. Il n'existe ni bande, ni piste cyclable, quoiqu'elle soit à double-sens cyclable sur toute sa longueur.

### Voies rencontrées
La rue du Collège-de-Foix rencontre les voies suivantes, dans l'ordre des numéros croissants :
1. Rue Antoine-Deville
2. Rue des Lois
3. Rue des Pénitents-Gris

### Transports
La rue du Collège-de-Foix n'est pas directement desservie par les transports en commun Tisséo. Elle débouche cependant à l'ouest sur la rue Antoine-Deville, parcourue par la navette Ville. La station de métro la plus proche est la station Capitole, sur la ligne de métro . 
Les stations de vélos en libre-service VélôToulouse les plus proches se trouvent dans les rues voisines : les stations no 6 (10 rue des Lois) et no 13 (11 rue de l'Esquile).

## Odonymie

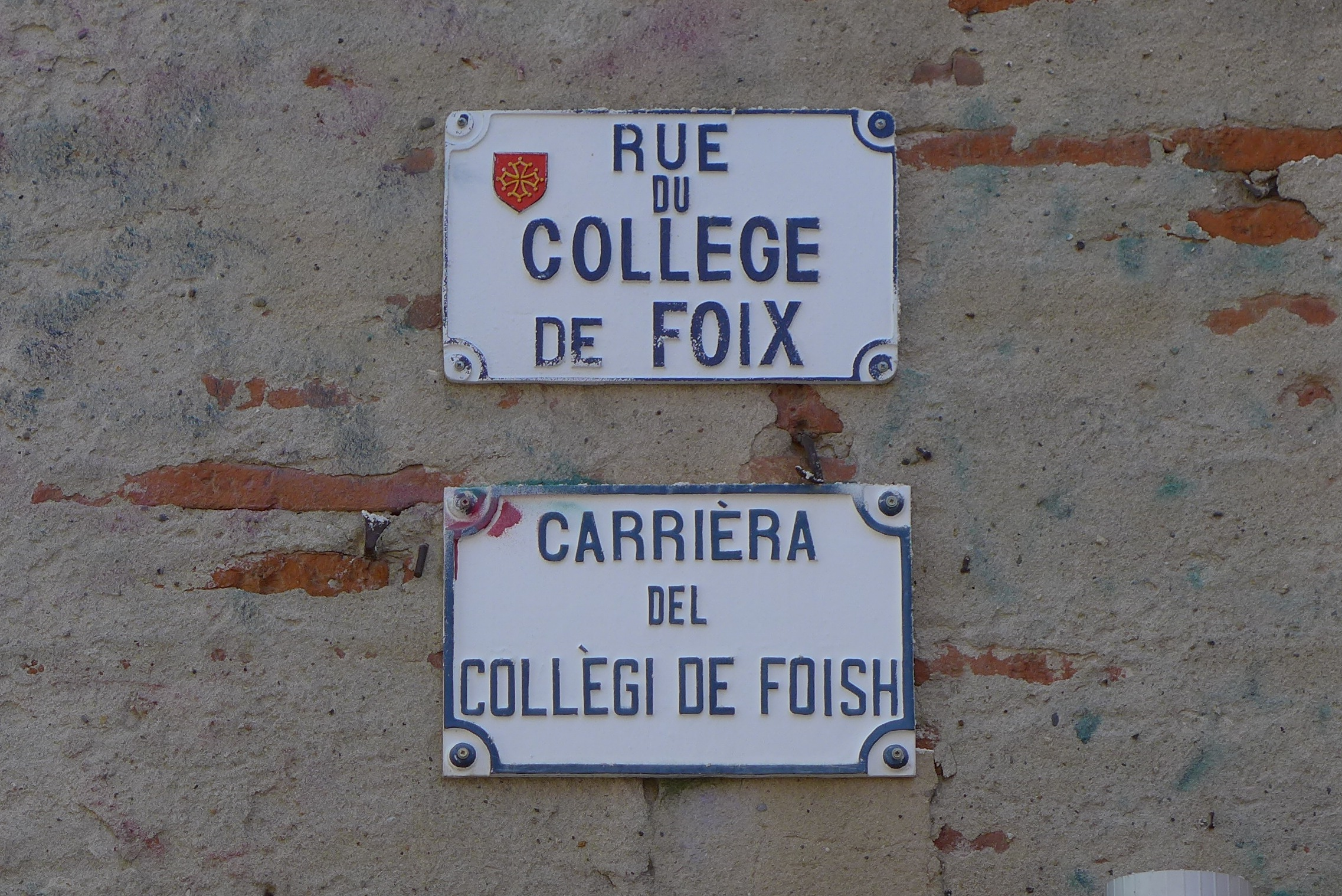
Plaques de rue en français et en occitan.

Le nom de la rue rappelle le souvenir du collège de Foix (ou Saint-Jérôme) dont les bâtiments, occupés désormais par la congrégation des religieuses de Notre-Dame de la Compassion, occupent un vaste quadrilatère entre la rue des Lois, la rue du Collège-de-Foix, la rue Antoine-Deville et la rue Jean-Antoine-Romiguières. D'ailleurs, cette dernière fut aussi connue comme la rue du Collège-de-Foix aux XVIIe et XVIIIe siècles. Ce nom se rencontre dès la fin du XIVe siècle : le collège Saint-Jérôme, créé en 1457, avait eu comme fondateur Pierre de Foix (1386-1464), cardinal (1409), légat du pape (1433-1464) et archevêque d'Arles (1450-1463).
La rue porta parfois, au XVIIIe siècle, le nom de « coin » ou ruelle des Cordeliers : il se rencontre généralement pour les actuelles rues Antoine-Deville et Jean-Antoine-Romiguières. En 1794, pendant la Révolution française, la rue porta le nom de rue la Frugalité, mais il ne se conserva pas.

## Patrimoine et lieux d'intérêt

### Collège de Foix
Inscrit MH (1925, le bâtiment dit collège de Foix) et  Inscrit MH (2003, les bâtiments du collège en totalité, à l'exception du petit bâtiment placé en rive du mur de clôture au nord-ouest, ainsi que les sols, cours, circulations et jardins).
Le collège de Foix est fondé en 1457 par le cardinal Pierre de Foix. C'est l'un des collèges universitaires les mieux conservés de la ville. Lieu d'enseignement et d'hébergement pour les étudiants pauvres, le bâtiment du XVe siècle et le cloître sont relativement bien conservés.

### Couvent des Cordeliers
Classé MH (1862, église des Cordeliers) et  Classé MH (1994, jardin de la Banque de France susceptible de renfermer les vestiges du cloître)
Le couvent des Cordeliers est construit au cours du XIIIe siècle. La première église est construite le long de la rue du Collège-de-Foix vers 1235, puis est agrandie entre 1260 et 1320. Entre 1290 et 1320, le cloître et la salle capitulaire sont élevés au nord de l'église, le long de la rue des Lois. 
En 1856, la Banque de France s'installe dans l'enclos des Cordeliers. Elle fait construire son nouveau siège toulousain par l'architecte Henri Bach. 
En 1871, un incendie ravage l'église, dont la démolition complète est finalement approuvée par le conseil municipal et achevée en 1874. Seuls subsistent le clocher et le portail occidental, finalement démonté en 1892. En 1920, la Banque de France achète le clocher et les terrains avoisinants. En 1937, le portail est remonté à un nouvel emplacement, le long de la rue du Collège-de-Foix, mais, plusieurs pierres ayant disparu, il n'est reconstitué que partiellement. Deux ans plus tard, le clocher, qui menace de s'écrouler, est restauré.